# Karwar
Karwar – miasto w Indiach, w stanie Karnataka. W 2011 roku liczyło 77 139 mieszkańców.